# 映射网络驱动器
映射网络驱动器是指操作系统（如Microsoft Windows）通过计算机网络（有時是局域網）将邏輯驅動器符（A至Z）与另一台计算机（通常是文件服务器，也有網絡附加存儲）的共享资源（共享文件夾）联系（映射）起来。映射之后，人們可以在计算机上像訪問本地硬盤一樣访问另一台計算機的硬盤。